# دامدين سخباتر
دامدين سخباتر (منغولية: ᠳᠠᠮᠳᠢᠨ ᠤ ᠰᠦᠬᠡᠪᠠᠭᠠᠲᠤᠷ)، من مواليد 2 فبراير 1893، وتوفي بتاريخ 20 فبراير 1923، وهو سياسي ثوري منغولي، وعضو مؤسس للحزب الشعب المنغولي، لُقب بـ "والد الثورة المنغولية".